# Ministerios de Ecuador
Los Ministerios de Estado de la República del Ecuador son órganos constitucionales del Poder Ejecutivo encargados de las atribuciones de rectoría, planificación, ejecución y evaluación de las políticas públicas nacionales y planes del país. 
Juan José Flores, primer presidente del Ecuador, designó durante su período provisional de 1830 dos ministros de estado: de Guerra y de lo Interior, siendo estos confirmados en la Constitución de Ecuador de 1830, junto al Ministerio de Hacienda.
Los ministerios fueron especificados en las distintas constituciones del Ecuador como únicamente los de Guerra, lo Interior y Hacienda, hasta 1884, año en que se aprobó la Constitución de Ecuador de 1884, que dejaba a la función legislativa la formación de nuevos ministerios hasta 1979, año en que se aprobó la constitución de Ecuador de 1979, donde se dejaba a libre discreción del Presidente de la República la formación y disolución de los ministerios y secretarías de estado, mandato constitucional que se mantiene hasta la fecha.
La función ejecutiva durante toda la historia del país ha tenido la facultad constitucional de designar un Gobernador Provincial para la gestión ejecutiva de la división política provincial del país.
Históricamente el ministro de Gobierno ha sido el miembro del gabinete ministerial más importante y de mayor poder al gestionar las políticas públicas del gobierno.

## Funciones y mandatos constitucionales de los ministros de Estado

### Artículo 141: Función Ejecutiva
La Presidenta o Presidente de la República ejerce la Función Ejecutiva, es el Jefe del Estado y de Gobierno y responsable de la administración pública.
La Función Ejecutiva está integrada por la Presidencia y Vicepresidencia de la República, los Ministerios de Estado y los demás organismos e instituciones necesarios para cumplir, en el ámbito de su competencia, las atribuciones de rectoría, planificación, ejecución y evaluación de las políticas públicas nacionales y planes que se creen para ejecutarlas.

### Artículo 151. Facultades de los Ministros de Estado
Las ministras y los ministros de Estado serán de libre nombramiento y remoción por la Presidenta o Presidente de la República, y lo representarán en los asuntos propios del ministerio a su cargo. Serán responsables política, civil y penalmente por los actos y contratos que realicen en el ejercicio de sus funciones, con independencia de la responsabilidad civil subsidiaria del Estado.
Para ser titular de un ministerio de Estado se requerirá tener la nacionalidad ecuatoriana, estar en goce de los derechos políticos y no encontrarse en ninguno de los casos de inhabilidad o incompatibilidad previstos en la Constitución. El número de ministras o ministros de Estado, su denominación y las competencias que se les asigne serán establecidos mediante decreto expedido por la Presidencia de la República.

### Artículos 152 y 153. Prohibiciones para los Ministros de Estado
No podrán ser Ministras o Ministros de Estado:
1. Los parientes hasta el cuarto grado de consanguinidad y segundo de afinidad de quienes ejerzan la Presidencia o la Vicepresidencia de la República.
2. Las personas naturales, propietarias, miembros del directorio, representantes o apoderadas de personas jurídicas privadas, nacionales o extranjeras, que mantengan contrato con el Estado para la ejecución de obras públicas, prestación de servicios públicos o explotación de recursos naturales, mediante concesión, asociación o cualquier otra modalidad contractual.
3. Los miembros de las Fuerzas Armadas y de la Policía Nacional en servicio activo.
Quienes hayan ejercido la titularidad de los ministerios de Estado y las servidoras y servidores públicos de nivel jerárquico superior definidos por la ley, una vez hayan cesado en su cargo y durante los siguientes dos años, no podrán formar parte del directorio o del equipo de dirección, o ser representantes legales o ejercer la procuración de personas jurídicas privadas, nacionales o extranjeras, que celebren contrato con el Estado, bien sea para la ejecución de obras públicas, prestación de servicios públicos o explotación de recursos naturales, mediante concesión, asociación o cualquier otra modalidad contractual, ni ser funcionarias o funcionarios de instituciones financieras internacionales acreedoras del país.

### Artículo 154. Atribuciones adicionales
A las ministras y ministros de Estado, además de las atribuciones establecidas en la ley, les corresponde:
1. Ejercer la rectoría de las políticas públicas del área a su cargo y expedir los acuerdos y resoluciones administrativas que requiera su gestión.
2. Presentar ante la Asamblea Nacional los informes que les sean requeridos y que estén relacionados con las áreas bajo su responsabilidad, y comparecer cuando sean convocados o sometidos a enjuiciamiento político.

### Artículo 155. Gobernadores Provinciales
En cada territorio, la Presidenta o Presidente de la República podrá tener un representante que controlará el cumplimiento de las políticas del Ejecutivo, y dirigirá y coordinará las actividades de sus servidoras y servidores públicos.
Actualmente estas funciones se denominan como: Gobernador para las provincias, designado por el presidente de la República; jefes políticos para los cantos y tenientes políticos para las parroquias rurales, siendo estos designados por los gobernadores.
Fuente.

## Gabinete Presidencial

### Ministerios de Estado
Los ministerios de estado se encuentran organizados por carteras, siendo las autoridades ejecutivas que se encargan de gestionar y establecer las políticas públicas de estos por orden jerárquico los ministros de estado, viceministros y subsecretarios.
| Ministerio                                                    | Titular                                           | Viceministerios                                                        | Subsecretarías                                                                                 |
| ------------------------------------------------------------- | ------------------------------------------------- | ---------------------------------------------------------------------- | ---------------------------------------------------------------------------------------------- |
| Ministerio de Agricultura, Ganadería y Pesca                  | Danilo Palacios Márquez (Titulares previos)       | Viceministerio de Desarrollo e Innovación Rural                        | Subsecretaría de Tierras rurales y territorios ancestrales                                     |
| Ministerio de Agricultura, Ganadería y Pesca                  | Danilo Palacios Márquez (Titulares previos)       | Viceministerio de Desarrollo e Innovación Rural                        | Subsecretaría de Riego parcelario tecnificado                                                  |
| Ministerio de Agricultura, Ganadería y Pesca                  | Danilo Palacios Márquez (Titulares previos)       | Viceministerio de Desarrollo e Innovación Rural                        | Subsecretaría de Agricultura Familiar Campesina                                                |
| Ministerio de Agricultura, Ganadería y Pesca                  | Danilo Palacios Márquez (Titulares previos)       | Viceministerio de Desarrollo e Innovación Rural                        | Subsecretaría de Redes de innovación agropecuaria                                              |
| Ministerio de Agricultura, Ganadería y Pesca                  | Danilo Palacios Márquez (Titulares previos)       | Viceministerio de Desarrollo Productivo Agropecuario                   | Subsecretaría de Cadenas Estratégicas Agropecuarias                                            |
| Ministerio de Agricultura, Ganadería y Pesca                  | Danilo Palacios Márquez (Titulares previos)       | Viceministerio de Desarrollo Productivo Agropecuario                   | Subsecretaría de Producción agrícola                                                           |
| Ministerio de Agricultura, Ganadería y Pesca                  | Danilo Palacios Márquez (Titulares previos)       | Viceministerio de Desarrollo Productivo Agropecuario                   | Subsecretaría de Producción forestal                                                           |
| Ministerio de Agricultura, Ganadería y Pesca                  | Danilo Palacios Márquez (Titulares previos)       | Viceministerio de Desarrollo Productivo Agropecuario                   | Subsecretaría de Producción pecuaria                                                           |
| Ministerio de Agricultura, Ganadería y Pesca                  | Danilo Palacios Márquez (Titulares previos)       | Viceministerio de Desarrollo Productivo Agropecuario                   | Subsecretaría de Fomento de comercialización agropecuaria                                      |
| Ministerio de Agricultura, Ganadería y Pesca                  | Danilo Palacios Márquez (Titulares previos)       | Viceministerio de Acuacultura y Pesca                                  | Subsecretaría de Recursos Pesqueros                                                            |
| Ministerio de Agricultura, Ganadería y Pesca                  | Danilo Palacios Márquez (Titulares previos)       | Viceministerio de Acuacultura y Pesca                                  | Subsecretaría de Calidad e Inocuidad                                                           |
| Ministerio de Agricultura, Ganadería y Pesca                  | Danilo Palacios Márquez (Titulares previos)       | Viceministerio de Acuacultura y Pesca                                  | Subsecretaría de Acuacultura                                                                   |
| Ministerio de Ambiente y Energía                              | Inés Manzano Díaz (Titulares previos)             | Viceministerio de Hidrocarburos                                        | Subsecretaría de Territorio y Seguimiento Ambiental                                            |
| Ministerio de Ambiente y Energía                              | Inés Manzano Díaz (Titulares previos)             | Viceministerio de Hidrocarburos                                        | Subsecretaría de Exploración y Explotación de Petróleo y Gas Natural                           |
| Ministerio de Ambiente y Energía                              | Inés Manzano Díaz (Titulares previos)             | Viceministerio de Hidrocarburos                                        | Subsecretaría de Refinación, Industrialización, Transporte y Comercialización de Hidrocarburos |
| Ministerio de Ambiente y Energía                              | Inés Manzano Díaz (Titulares previos)             | Viceministerio de Hidrocarburos                                        | Subsecretaría de Contratación de Hidrocarburos y Asignación de Áreas                           |
| Ministerio de Ambiente y Energía                              | Inés Manzano Díaz (Titulares previos)             | Viceministerio de Hidrocarburos                                        | Subsecretaría de Administración de Contratos de Hidrocarburos y Áreas Asignadas                |
| Ministerio de Ambiente y Energía                              | Inés Manzano Díaz (Titulares previos)             | Viceministerio de Electricidad y Energía Renovable                     | Subsecretaría de Generación y Transmisión de Energía Eléctrica                                 |
| Ministerio de Ambiente y Energía                              | Inés Manzano Díaz (Titulares previos)             | Viceministerio de Electricidad y Energía Renovable                     | Subsecretaría de Distribución y Comercialización de Energía Eléctrica                          |
| Ministerio de Ambiente y Energía                              | Inés Manzano Díaz (Titulares previos)             | Viceministerio de Electricidad y Energía Renovable                     | Subsecretaría de Control y Aplicaciones Nucleares                                              |
| Ministerio de Ambiente y Energía                              | Inés Manzano Díaz (Titulares previos)             | Viceministerio de Minas                                                | Subsecretaría de Minería Artesanal y Pequeña Minería                                           |
| Ministerio de Ambiente y Energía                              | Inés Manzano Díaz (Titulares previos)             | Viceministerio de Minas                                                | Subsecretaría de Minería Artesanal                                                             |
| Ministerio de Ambiente y Energía                              | Inés Manzano Díaz (Titulares previos)             | Viceministerio de Ambiente y Agua                                      | Subsecretaría de Ambiente                                                                      |
| Ministerio de Ambiente y Energía                              | Inés Manzano Díaz (Titulares previos)             | Viceministerio de Ambiente y Agua                                      | Subsecretaría de Agua                                                                          |
| Ministerio de Defensa Nacional                                | Gian Carlo Loffredo Rendón (Titulares previos)    | Viceministerio de Defensa                                              | Subsecretaría de Apoyo al desarrollo del sector de defensa                                     |
| Ministerio de Defensa Nacional                                | Gian Carlo Loffredo Rendón (Titulares previos)    | Viceministerio de Defensa                                              | Subsecretaría de Gabinete ministerial                                                          |
| Ministerio de Defensa Nacional                                | Gian Carlo Loffredo Rendón (Titulares previos)    | Viceministerio de Defensa                                              | Subsecretaría de Defensa                                                                       |
| Ministerio de Defensa Nacional                                | Gian Carlo Loffredo Rendón (Titulares previos)    | Viceministerio de Defensa                                              | Subsecretaría de Planificación y economía de la defensa                                        |
| Ministerio de Desarrollo Humano                               | Harold Burbano Villareal (Titulares previos)      | Viceministerio de Inclusión Social                                     | Subsecretaría de Desarrollo Infantil Integral                                                  |
| Ministerio de Desarrollo Humano                               | Harold Burbano Villareal (Titulares previos)      | Viceministerio de Inclusión Social                                     | Subsecretaría de Gestión Intergeneracional                                                     |
| Ministerio de Desarrollo Humano                               | Harold Burbano Villareal (Titulares previos)      | Viceministerio de Inclusión Social                                     | Subsecretaría de Protección Especial                                                           |
| Ministerio de Desarrollo Humano                               | Harold Burbano Villareal (Titulares previos)      | Viceministerio de Inclusión Social                                     | Subsecretaría de Discapacidades                                                                |
| Ministerio de Desarrollo Humano                               | Harold Burbano Villareal (Titulares previos)      | Viceministerio de Inclusión Social                                     | Subsecretaría de Desnutrición Infantil                                                         |
| Ministerio de Desarrollo Humano                               | Harold Burbano Villareal (Titulares previos)      | Viceministerio de Inclusión Económica                                  | Subsecretaría de Aseguramiento No Contributivo, Contingencias y Operaciones                    |
| Ministerio de Desarrollo Humano                               | Harold Burbano Villareal (Titulares previos)      | Viceministerio de Inclusión Económica                                  | Subsecretaría de Emprendimientos y Gestión del Conocimiento                                    |
| Ministerio de Desarrollo Humano                               | Harold Burbano Villareal (Titulares previos)      | Viceministerio de Inclusión Económica                                  | Subsecretaría de Articulación Territorial y Participación                                      |
| Ministerio de Economía y Finanzas                             | Sariha Moya Angulo (Titulares previos)            | Viceministerio de Economía                                             | Subsecretaría de Gestión Macroeconómica                                                        |
| Ministerio de Economía y Finanzas                             | Sariha Moya Angulo (Titulares previos)            | Viceministerio de Economía                                             | Subsecretaría de Políticas de los Sectores Estratégicos                                        |
| Ministerio de Economía y Finanzas                             | Sariha Moya Angulo (Titulares previos)            | Viceministerio de Economía                                             | Subsecretaría de Política Monetaria, Financiera, de Seguros y Valores                          |
| Ministerio de Economía y Finanzas                             | Sariha Moya Angulo (Titulares previos)            | Viceministerio de Economía                                             | Subsecretaría de Política Fiscal del Sector Público No Financiero                              |
| Ministerio de Economía y Finanzas                             | Sariha Moya Angulo (Titulares previos)            | Viceministerio de Finanzas                                             | Subsecretaría de Programación Fiscal                                                           |
| Ministerio de Economía y Finanzas                             | Sariha Moya Angulo (Titulares previos)            | Viceministerio de Finanzas                                             | Subsecretaría de Financiamiento Público y Análisis de Riesgos                                  |
| Ministerio de Economía y Finanzas                             | Sariha Moya Angulo (Titulares previos)            | Viceministerio de Finanzas                                             | Subsecretaría de Presupuesto                                                                   |
| Ministerio de Economía y Finanzas                             | Sariha Moya Angulo (Titulares previos)            | Viceministerio de Finanzas                                             | Subsecretaría de Contabilidad Gubernamental                                                    |
| Ministerio de Economía y Finanzas                             | Sariha Moya Angulo (Titulares previos)            | Viceministerio de Finanzas                                             | Subsecretaría de Tesoro Nacional                                                               |
| Ministerio de Economía y Finanzas                             | Sariha Moya Angulo (Titulares previos)            | Viceministerio de Finanzas                                             | Subsecretaría de Relacionamiento Fiscal                                                        |
| Ministerio de Economía y Finanzas                             | Sariha Moya Angulo (Titulares previos)            | Viceministerio de Finanzas                                             | Subsecretaría de Sistemas de Información de las Finanzas Públicas                              |
| Ministerio de Educación, Deporte y Cultura                    | Alegría Crespo Cordovez (Titulares previos)       | Viceministerio de Educación                                            | Subsecretaría de Fundamentos Educativos                                                        |
| Ministerio de Educación, Deporte y Cultura                    | Alegría Crespo Cordovez (Titulares previos)       | Viceministerio de Educación                                            | Subsecretaría de Innovación Educativa y el Buen Vivir                                          |
| Ministerio de Educación, Deporte y Cultura                    | Alegría Crespo Cordovez (Titulares previos)       | Viceministerio de Educación                                            | Subsecretaría de Desarrollo Profesional Educativo                                              |
| Ministerio de Educación, Deporte y Cultura                    | Alegría Crespo Cordovez (Titulares previos)       | Viceministerio de Gestión educativa                                    | Subsecretaría de Educación Especializada e Inclusiva                                           |
| Ministerio de Educación, Deporte y Cultura                    | Alegría Crespo Cordovez (Titulares previos)       | Viceministerio de Gestión educativa                                    | Subsecretaría de Administración Escolar                                                        |
| Ministerio de Educación, Deporte y Cultura                    | Alegría Crespo Cordovez (Titulares previos)       | Viceministerio de Gestión educativa                                    | Subsecretaría de Apoyo Seguimiento y Regulación de la Educación                                |
| Ministerio de Educación, Deporte y Cultura                    | Alegría Crespo Cordovez (Titulares previos)       | Viceministerio de Cultura y Patrimonio                                 | Subsecretaría de Memoria Social                                                                |
| Ministerio de Educación, Deporte y Cultura                    | Alegría Crespo Cordovez (Titulares previos)       | Viceministerio de Cultura y Patrimonio                                 | Subsecretaría de Patrimonio Cultural                                                           |
| Ministerio de Educación, Deporte y Cultura                    | Alegría Crespo Cordovez (Titulares previos)       | Viceministerio de Cultura y Patrimonio                                 | Subsecretaría de Emprendimientos, artes e innovaciones                                         |
| Ministerio de Educación, Deporte y Cultura                    | Alegría Crespo Cordovez (Titulares previos)       | Viceministerio de Deporte                                              | Subsecretaría de Actividad Física                                                              |
| Ministerio de Educación, Deporte y Cultura                    | Alegría Crespo Cordovez (Titulares previos)       | Viceministerio de Deporte                                              | Subsecretaría de Deporte                                                                       |
| Ministerio de Educación, Deporte y Cultura                    | Alegría Crespo Cordovez (Titulares previos)       | Viceministerio de Educación Superior, Ciencia, Tecnología e Innovación | Subsecretaría de Instituciones de Educación Superior                                           |
| Ministerio de Educación, Deporte y Cultura                    | Alegría Crespo Cordovez (Titulares previos)       | Viceministerio de Educación Superior, Ciencia, Tecnología e Innovación | Subsecretaría de Acceso a la Educación Superior                                                |
| Ministerio de Educación, Deporte y Cultura                    | Alegría Crespo Cordovez (Titulares previos)       | Viceministerio de Educación Superior, Ciencia, Tecnología e Innovación | Subsecretaría de Investigación, Innovación y Transferencia de Tecnología                       |
| Ministerio de Educación, Deporte y Cultura                    | Alegría Crespo Cordovez (Titulares previos)       | Viceministerio de Educación Superior, Ciencia, Tecnología e Innovación | Subsecretaría de Fortalecimiento del Talento Humano                                            |
| Ministerio de Gobierno                                        | Zaida Rovira Jurado (Titulares previos)           | Viceministerio de Gobierno                                             | Subsecretaría de Gobernabilidad                                                                |
| Ministerio de Gobierno                                        | Zaida Rovira Jurado (Titulares previos)           | Viceministerio de Gobierno                                             | Subsecretaría de Movimientos Sociales, Libertad de Cultos, Creencia y Conciencia               |
| Ministerio de Gobierno                                        | Zaida Rovira Jurado (Titulares previos)           | Viceministerio de Gobierno                                             | Subsecretaría de Articulación con Otras Funciones del Estado                                   |
| Ministerio de Gobierno                                        | Zaida Rovira Jurado (Titulares previos)           | Viceministerio de Gobierno                                             | Subsecretaría de Articulación Intragubernamental                                               |
| Ministerio de Gobierno                                        | Zaida Rovira Jurado (Titulares previos)           | Viceministerio de Gobierno                                             | Subsecretaría de Articulación Intergubernamental                                               |
| Ministerio de Gobierno                                        | Zaida Rovira Jurado (Titulares previos)           | Viceministerio de Gobierno                                             | Subsecretaría de Mujer y Derechos Humanos                                                      |
| Ministerio de Infraestructura y Transporte                    | Roberto Luque Nuques (Titulares previos)          | Viceministerio de Infraestructura del Transporte y Obras Públicas      | Subsecretaría de Infraestructura del Transporte                                                |
| Ministerio de Infraestructura y Transporte                    | Roberto Luque Nuques (Titulares previos)          | Viceministerio de Infraestructura del Transporte y Obras Públicas      | Subsecretaría de Obras Públicas                                                                |
| Ministerio de Infraestructura y Transporte                    | Roberto Luque Nuques (Titulares previos)          | Viceministerio de Infraestructura del Transporte y Obras Públicas      | Subsecretaría de Inversiones Público-Privadas                                                  |
| Ministerio de Infraestructura y Transporte                    | Roberto Luque Nuques (Titulares previos)          | Viceministerio de Servicios del Transporte y Obras Públicas            | Subsecretaría de Transporte Terrestre y Ferroviario                                            |
| Ministerio de Infraestructura y Transporte                    | Roberto Luque Nuques (Titulares previos)          | Viceministerio de Servicios del Transporte y Obras Públicas            | Subsecretaría de Transporte Aéreo                                                              |
| Ministerio de Infraestructura y Transporte                    | Roberto Luque Nuques (Titulares previos)          | Viceministerio de Servicios del Transporte y Obras Públicas            | Subsecretaría de Delegaciones de los Servicios del Transporte y Obras Públicas                 |
| Ministerio de Infraestructura y Transporte                    | Roberto Luque Nuques (Titulares previos)          | Viceministerio de Servicios del Transporte y Obras Públicas            | Subsecretaría de Puertos, Transporte Marítimo y Fluvial                                        |
| Ministerio de Infraestructura y Transporte                    | Roberto Luque Nuques (Titulares previos)          | Viceministerio de Servicios del Transporte y Obras Públicas            | Subsecretaría de Transporte y Obras Públicas Zonales                                           |
| Ministerio de Infraestructura y Transporte                    | Roberto Luque Nuques (Titulares previos)          | Viceministerio de Desarrollo Urbano y Vivienda                         | Subsecretaría de Desarrollo Urbano y Vivienda                                                  |
| Ministerio del Interior                                       | John Reimberg Oviedo (Titulares previos)          | Viceministerio de Seguridad Ciudadana                                  | Subsecretaría de Seguridad Ciudadana y Prevención del delito y violencia                       |
| Ministerio del Interior                                       | John Reimberg Oviedo (Titulares previos)          | Viceministerio de Seguridad Ciudadana                                  | Subsecretaría de Orden Público y Seguridad Privada                                             |
| Ministerio del Interior                                       | John Reimberg Oviedo (Titulares previos)          | Viceministerio de Seguridad Ciudadana                                  | Subsecretaría de Migración                                                                     |
| Ministerio del Interior                                       | John Reimberg Oviedo (Titulares previos)          | Viceministerio de Seguridad Ciudadana                                  | Subsecretaría de Estudios y Estadísticas de la Seguridad                                       |
| Ministerio del Interior                                       | John Reimberg Oviedo (Titulares previos)          | Viceministerio de Seguridad Pública                                    | Subsecretaría de Seguridad Pública                                                             |
| Ministerio del Interior                                       | John Reimberg Oviedo (Titulares previos)          | Viceministerio de Seguridad Pública                                    | Subsecretaría de Policía                                                                       |
| Ministerio del Interior                                       | John Reimberg Oviedo (Titulares previos)          | Viceministerio de Seguridad Pública                                    | Subsecretaría de Administración y Control de Drogas                                            |
| Ministerio del Interior                                       | John Reimberg Oviedo (Titulares previos)          | Viceministerio de Seguridad Pública                                    | Subsecretaría de Combate al Delito                                                             |
| Ministerio de Producción, Comercio Exterior e Inversiones     | Luis Alberto Jaramillo Granja (Titulares previos) | Viceministerio de Producción e Industrias                              | Subsecretaría de Micro, Pequeña y Mediana Empresa y Artesanías                                 |
| Ministerio de Producción, Comercio Exterior e Inversiones     | Luis Alberto Jaramillo Granja (Titulares previos) | Viceministerio de Producción e Industrias                              | Subsecretaría de Competitividad Industrial y Territorial                                       |
| Ministerio de Producción, Comercio Exterior e Inversiones     | Luis Alberto Jaramillo Granja (Titulares previos) | Viceministerio de Producción e Industrias                              | Subsecretaría de Agroindustria                                                                 |
| Ministerio de Producción, Comercio Exterior e Inversiones     | Luis Alberto Jaramillo Granja (Titulares previos) | Viceministerio de Producción e Industrias                              | Subsecretaría de Calidad                                                                       |
| Ministerio de Producción, Comercio Exterior e Inversiones     | Luis Alberto Jaramillo Granja (Titulares previos) | Viceministerio de Producción e Industrias                              | Subsecretaría de Turismo                                                                       |
| Ministerio de Producción, Comercio Exterior e Inversiones     | Luis Alberto Jaramillo Granja (Titulares previos) | Viceministerio de Comercio Exterior                                    | Subsecretaría de Inversiones                                                                   |
| Ministerio de Producción, Comercio Exterior e Inversiones     | Luis Alberto Jaramillo Granja (Titulares previos) | Viceministerio de Comercio Exterior                                    | Subsecretaría de Negociaciones                                                                 |
| Ministerio de Producción, Comercio Exterior e Inversiones     | Luis Alberto Jaramillo Granja (Titulares previos) | Viceministerio de Comercio Exterior                                    | Subsecretaría de Defensa y Normatividad Comercial                                              |
| Ministerio de Relaciones Exteriores y Movilidad Humana        | Gabriela Sommerfeld Rosero (Titulares previos)    | Viceministerio de Relaciones Exteriores                                | Subsecretaría de Soberanía y Relaciones Vecinales                                              |
| Ministerio de Relaciones Exteriores y Movilidad Humana        | Gabriela Sommerfeld Rosero (Titulares previos)    | Viceministerio de Relaciones Exteriores                                | Subsecretaría de América Latina y El Caribe                                                    |
| Ministerio de Relaciones Exteriores y Movilidad Humana        | Gabriela Sommerfeld Rosero (Titulares previos)    | Viceministerio de Relaciones Exteriores                                | Subsecretaría de América del Norte y Europa                                                    |
| Ministerio de Relaciones Exteriores y Movilidad Humana        | Gabriela Sommerfeld Rosero (Titulares previos)    | Viceministerio de Relaciones Exteriores                                | Subsecretaría de África, Asia y Oceanía                                                        |
| Ministerio de Relaciones Exteriores y Movilidad Humana        | Gabriela Sommerfeld Rosero (Titulares previos)    | Viceministerio de Relaciones Exteriores                                | Subsecretaría de Asuntos Multilaterales                                                        |
| Ministerio de Relaciones Exteriores y Movilidad Humana        | Gabriela Sommerfeld Rosero (Titulares previos)    | Viceministerio de Relaciones Exteriores                                | Subsecretaría de Asuntos Económicos y Culturales                                               |
| Ministerio de Relaciones Exteriores y Movilidad Humana        | Gabriela Sommerfeld Rosero (Titulares previos)    | Viceministerio de Movilidad Humana                                     | Subsecretaría de Comunidad Ecuatoriana Migrante                                                |
| Ministerio de Relaciones Exteriores y Movilidad Humana        | Gabriela Sommerfeld Rosero (Titulares previos)    | Viceministerio de Movilidad Humana                                     | Subsecretaría de Servicios Migratorios y Consulares                                            |
| Ministerio de Relaciones Exteriores y Movilidad Humana        | Gabriela Sommerfeld Rosero (Titulares previos)    | Viceministerio de Movilidad Humana                                     | Subsecretaría de Protección Internacional y Atención a Inmigrantes                             |
| Ministerio de Relaciones Exteriores y Movilidad Humana        | Gabriela Sommerfeld Rosero (Titulares previos)    | Viceministerio de Cooperación Internacional                            | Subsecretaría de Cooperación Internacional                                                     |
| Ministerio de Salud Pública                                   | Jimmy Martin Delgado (Titulares previos)          | Viceministerio de Gobernanza de la Salud                               | Subsecretaría de Rectoría del Sistema Nacional de Salud                                        |
| Ministerio de Salud Pública                                   | Jimmy Martin Delgado (Titulares previos)          | Viceministerio de Gobernanza de la Salud                               | Subsecretaría de Promoción, Salud intercultural e igualdad                                     |
| Ministerio de Salud Pública                                   | Jimmy Martin Delgado (Titulares previos)          | Viceministerio de Gobernanza de la Salud                               | Subsecretaría de Gestión de Operaciones y Logística en Salud                                   |
| Ministerio de Salud Pública                                   | Jimmy Martin Delgado (Titulares previos)          | Viceministerio de Atención integral en Salud                           | Subsecretaría de Vigilancia, Prevención y Control de la Salud                                  |
| Ministerio de Salud Pública                                   | Jimmy Martin Delgado (Titulares previos)          | Viceministerio de Atención integral en Salud                           | Subsecretaría de Redes de Atención Integral en Primer Nivel                                    |
| Ministerio de Salud Pública                                   | Jimmy Martin Delgado (Titulares previos)          | Viceministerio de Atención integral en Salud                           | Subsecretaría de Atención de Salud Móvil, Hospitalaria y Centros Especializados                |
| Ministerio de Telecomunicaciones y Sociedad de la Información | Roberto Kury Pesantes (Titulares previos)         | Viceministerio de Tecnologías de la Información y Comunicación         | Subsecretaría de Fomento de la Sociedad de la Información y Economía Digital                   |
| Ministerio de Telecomunicaciones y Sociedad de la Información | Roberto Kury Pesantes (Titulares previos)         | Viceministerio de Tecnologías de la Información y Comunicación         | Subsecretaría de Gobierno Electrónico y Registro Civil                                         |
| Ministerio de Telecomunicaciones y Sociedad de la Información | Roberto Kury Pesantes (Titulares previos)         | Viceministerio de Tecnologías de la Información y Comunicación         | Subsecretaría de Telecomunicaciones y Asuntos Postales                                         |
| Ministerio de Trabajo                                         | Ivonne Nuñez Figueroa (Titulares previos)         | Viceministerio de Servicio Público                                     | Subsecretaría de Fortalecimiento del Servicio Publico                                          |
| Ministerio de Trabajo                                         | Ivonne Nuñez Figueroa (Titulares previos)         | Viceministerio de Servicio Público                                     | Subsecretaría de Seguimiento Control Recursos y Sumarios del Servicio Publico                  |
| Ministerio de Trabajo                                         | Ivonne Nuñez Figueroa (Titulares previos)         | Viceministerio de Servicio Público                                     | Subsecretaría de Meritocracia y Desarrollo del Talento Humano                                  |
| Ministerio de Trabajo                                         | Ivonne Nuñez Figueroa (Titulares previos)         | Viceministerio de Servicio Público                                     | Subsecretaría de Calidad del Servicio Publico                                                  |
| Ministerio de Trabajo                                         | Ivonne Nuñez Figueroa (Titulares previos)         | Viceministerio de Servicio Público                                     | Subsecretaría de Normativa                                                                     |
| Ministerio de Trabajo                                         | Ivonne Nuñez Figueroa (Titulares previos)         | Viceministerio de Servicio Público                                     | Subsecretaría de Cualificaciones Profesionales y Gestion Artesanal                             |
| Ministerio de Trabajo                                         | Ivonne Nuñez Figueroa (Titulares previos)         | Viceministerio de Trabajo y Empleo                                     | Subsecretaría de Trabajo                                                                       |
| Ministerio de Trabajo                                         | Ivonne Nuñez Figueroa (Titulares previos)         | Viceministerio de Trabajo y Empleo                                     | Subsecretaría de Empleo y Salarios                                                             |

Fuente:

### Secretarías de Estado y de la Presidencia
Los secretarios de estado y la presidencia son instituciones con mismo rango ministerial, siendo las autoridades ejecutivas que se encargan de gestionar y establecer las políticas públicas de estos por orden jerárquico los secretarios de estado y subsecretarios.
| Ministerio                                                      | Titular                                         | Subsecretarías                                                                      |
| --------------------------------------------------------------- | ----------------------------------------------- | ----------------------------------------------------------------------------------- |
| Secretaría General de la Administración Pública y Planificación | Cynthia Gellibert Mora (Titulares previos)      | Subsecretaría de Despacho                                                           |
| Secretaría General de la Administración Pública y Planificación | Cynthia Gellibert Mora (Titulares previos)      | Subsecretaría de Gestión de Agenda Presidencial                                     |
| Secretaría General de la Administración Pública y Planificación | Cynthia Gellibert Mora (Titulares previos)      | Subsecretaría de Protocolo y Ceremonial                                             |
| Secretaría General de la Administración Pública y Planificación | Cynthia Gellibert Mora (Titulares previos)      | Subsecretaría de Discursos Presidenciales                                           |
| Secretaría General de la Administración Pública y Planificación | Cynthia Gellibert Mora (Titulares previos)      | Subsecretaría de Gabinete                                                           |
| Secretaría General de la Administración Pública y Planificación | Cynthia Gellibert Mora (Titulares previos)      | Subsecretaría de Articulación y Gestión Sectorial                                   |
| Secretaría General de la Administración Pública y Planificación | Cynthia Gellibert Mora (Titulares previos)      | Subsecretaría de Acción Estratégica                                                 |
| Secretaría General de la Administración Pública y Planificación | Cynthia Gellibert Mora (Titulares previos)      | Subsecretaría de Gestión Gubernamental                                              |
| Secretaría General de la Administración Pública y Planificación | Cynthia Gellibert Mora (Titulares previos)      | Subsecretaría de Gobierno Abierto                                                   |
| Secretaría General de la Administración Pública y Planificación | Cynthia Gellibert Mora (Titulares previos)      | Subsecretaría de Transformación, Eficiencia y Calidad de Servicios del Estado       |
| Secretaría General de la Administración Pública y Planificación | Cynthia Gellibert Mora (Titulares previos)      | Subsecretaría de Planificación                                                      |
| Secretaría General de la Administración Pública y Planificación | Cynthia Gellibert Mora (Titulares previos)      | Vocería Presidencial (Titulares)                                                    |
| Secretaría General de Comunicación de la Presidencia            | Irene Vélez Froment (Titulares previos)         | Subsecretaría de Comunicación e Información de Gobierno                             |
| Secretaría General de Comunicación de la Presidencia            | Irene Vélez Froment (Titulares previos)         | Subsecretaría de Producción y Cobertura                                             |
| Secretaría General de Comunicación de la Presidencia            | Irene Vélez Froment (Titulares previos)         | Subsecretaría de Contenidos                                                         |
| Secretaría General de Comunicación de la Presidencia            | Irene Vélez Froment (Titulares previos)         | Subsecretaría de Imagen Gubernamental, Marketing, Publicidad y Comunicación Digital |
| Secretaría General de Comunicación de la Presidencia            | Irene Vélez Froment (Titulares previos)         | Subsecretaría de Relaciones Públicas y Coyuntura                                    |
| Secretaría General Administrativa de la Presidencia             | Marissa Péndola Solórzano (Titulares previos)   | Subsecretaría de Gestión Institucional Interna                                      |
| Secretaría General Administrativa de la Presidencia             | Marissa Péndola Solórzano (Titulares previos)   | Subsecretaría de Administración del Palacio de Carondelet                           |
| Secretaría General Jurídica de la Presidencia                   | Stalin Andino González (Titulares previos)      | Subsecretaría de Normativa y Representación Jurídica Presidencial                   |
| Secretaría General de Integridad Pública                        | José Julio Neira Hanze (Titulares previos)      | Subsecretaría de Gestión Estratégica de la Integridad Pública                       |
| Secretaría General de Integridad Pública                        | José Julio Neira Hanze (Titulares previos)      | Subsecretaría de Fortalecimiento y Seguimiento de la Integridad Pública             |
| Secretaría de Gestión de Riesgos                                | Jorge Raúl Carrillo Tutivén (Titulares previos) | Subsecretaría de Gestión de la Información y Análisis de Riesgos                    |
| Secretaría de Gestión de Riesgos                                | Jorge Raúl Carrillo Tutivén (Titulares previos) | Subsecretaría de Reducción de riesgos                                               |
| Secretaría de Gestión de Riesgos                                | Jorge Raúl Carrillo Tutivén (Titulares previos) | Subsecretaría de Preparación y respuesta ante eventos adversos                      |
| Secretaría de Gestión de Riesgos                                | Jorge Raúl Carrillo Tutivén (Titulares previos) | Subsecretaría de Gestión de Riesgos                                                 |
| Secretaría de Gestión y Desarrollo de Pueblos y Nacionalidades  | Julia Angulo Girón (Titulares previos)          | Subsecretaría de Políticas y Registro de los Pueblos y Nacionalidades               |
| Secretaría de Gestión y Desarrollo de Pueblos y Nacionalidades  | Julia Angulo Girón (Titulares previos)          | Subsecretaría de Fortalecimiento de Pueblos y Nacionalidades                        |

Fuente:

## Gabinete Ampliado

### Instituciones de nivel ministerial
| Institución                               | Titular                                                 | Dirección                                               | Subdirecciones                                             |
| ----------------------------------------- | ------------------------------------------------------- | ------------------------------------------------------- | ---------------------------------------------------------- |
| Centro de Inteligencia Estratégica        | Michele Sensi-Contugi Ycaza (Titulares previos)         | Subdirector General                                     | Subdirección de Inteligencia Estratégica                   |
| Centro de Inteligencia Estratégica        | Michele Sensi-Contugi Ycaza (Titulares previos)         | Subdirector General                                     | Subdirección de Contrainteligencia                         |
| Centro de Inteligencia Estratégica        | Michele Sensi-Contugi Ycaza (Titulares previos)         | Subdirector General                                     | Subdirección de Estratégica de Tecnologías                 |
| Servicio de Rentas Internas               | Damián Larco Guamán (Titulares previos)                 | Damián Larco Guamán (Titulares previos)                 | Subdirección de Cumplimiento Tributario                    |
| Servicio Nacional de Aduanas              | Sandro Fortunato Castillo Merizalde (Titulares previos) | Sandro Fortunato Castillo Merizalde (Titulares previos) | Subdirección de Operaciones                                |
| Servicio Nacional de Aduanas              | Sandro Fortunato Castillo Merizalde (Titulares previos) | Sandro Fortunato Castillo Merizalde (Titulares previos) | Subdirección de Normativa Aduanera                         |
| Instituto Ecuatoriano de Seguridad Social | Edgar José Lama von Buchwald (Titulares previos)        | Director General                                        | Dirección de Afiliación y Cobertura                        |
| Instituto Ecuatoriano de Seguridad Social | Edgar José Lama von Buchwald (Titulares previos)        | Director General                                        | Dirección de Recaudación y Gestión de Cartera              |
| Instituto Ecuatoriano de Seguridad Social | Edgar José Lama von Buchwald (Titulares previos)        | Director General                                        | Dirección de Seguro General de Salud Individual y Familiar |
| Instituto Ecuatoriano de Seguridad Social | Edgar José Lama von Buchwald (Titulares previos)        | Director General                                        | Dirección de Seguro Social Campesino                       |
| Instituto Ecuatoriano de Seguridad Social | Edgar José Lama von Buchwald (Titulares previos)        | Subdirector General                                     | Dirección de Seguro General de Riesgos de Trabajo          |
| Instituto Ecuatoriano de Seguridad Social | Edgar José Lama von Buchwald (Titulares previos)        | Subdirector General                                     | Dirección de Sistema de Pensiones                          |
| Instituto Ecuatoriano de Seguridad Social | Edgar José Lama von Buchwald (Titulares previos)        | Subdirector General                                     | Dirección de Fondos de Terceros y Seguros de Desempleo     |

Fuente:

### Instituciones de la Función Ejecutiva adscritas a las carteras de estado
| Ministerio                                                      | Institución adscrita                                                                                | Institución adscrita                                                                  |
| --------------------------------------------------------------- | --------------------------------------------------------------------------------------------------- | ------------------------------------------------------------------------------------- |
| Ministerio de Agricultura, Ganadería y Pesca                    | Agencia Ecuatoriana de Sanidad Agropecuaria                                                         | Agencia Ecuatoriana de Sanidad Agropecuaria                                           |
| Ministerio de Agricultura, Ganadería y Pesca                    | Instituto Nacional Autónomo de Investigaciones Agropecuarias del Ecuador                            |                                                                                       |
| Ministerio de Agricultura, Ganadería y Pesca                    | Instituto Público de Investigación de Acuacultura y Pesca                                           |                                                                                       |
| Ministerio de Defensa Nacional                                  | Comando Conjunto de las Fuerzas Armadas                                                             | Comando General de la Fuerza Terrestre                                                |
| Ministerio de Defensa Nacional                                  | Comando Conjunto de las Fuerzas Armadas                                                             | Comando General de la Armada                                                          |
| Ministerio de Defensa Nacional                                  | Comando Conjunto de las Fuerzas Armadas                                                             | Comando General de la Fuerza Aérea                                                    |
| Ministerio de Defensa Nacional                                  | Instituto Geográfico Militar                                                                        |                                                                                       |
| Ministerio de Defensa Nacional                                  | Transportes Navieros Ecuatorianos                                                                   |                                                                                       |
| Ministerio de Defensa Nacional                                  | Astilleros Navales Ecuatorianos                                                                     |                                                                                       |
| Ministerio de Defensa Nacional                                  | Instituto Oceanográfico y Antártico de la Armada                                                    |                                                                                       |
| Ministerio de Defensa Nacional                                  | Instituto de Seguridad Social de las F.F.A.A.                                                       |                                                                                       |
| Ministerio de Economía y Finanzas                               | Junta de Política y Regulación Financiera                                                           | Banco Central del Ecuador                                                             |
| Ministerio de Economía y Finanzas                               | Junta de Política y Regulación Monetaria                                                            | Banco de Desarrollo del Ecuador                                                       |
| Ministerio de Economía y Finanzas                               | BanEcuador                                                                                          |                                                                                       |
| Ministerio de Economía y Finanzas                               | Corporación de Seguro de Depósitos, Fondo de Liquidez y Fondo de Seguros Privados                   |                                                                                       |
| Ministerio de Economía y Finanzas                               | Corporación Financiera Nacional                                                                     |                                                                                       |
| Ministerio de Economía y Finanzas                               | Unidad de Gestión y Regularización                                                                  |                                                                                       |
| Ministerio de Educación, Deporte y Cultura                      | Instituto Nacional de Patrimonio Cultural (INPC)                                                    | Centro Interamericano de Artesanías y Artes Populares                                 |
| Ministerio de Educación, Deporte y Cultura                      | Instituto Nacional de Patrimonio Cultural (INPC)                                                    | Museo Nacional del Ecuador                                                            |
| Ministerio de Educación, Deporte y Cultura                      | Instituto Nacional de Patrimonio Cultural (INPC)                                                    | Archivo Histórico Nacional                                                            |
| Ministerio de Educación, Deporte y Cultura                      | Instituto Nacional de Patrimonio Cultural (INPC)                                                    | Orquesta Sinfónica Nacional del Ecuador                                               |
| Ministerio de Educación, Deporte y Cultura                      | Instituto Nacional de Patrimonio Cultural (INPC)                                                    | Biblioteca Nacional Eugenio Espejo                                                    |
| Ministerio de Educación, Deporte y Cultura                      | Instituto de Fomento para las Artes, Innovación y Creatividad                                       |                                                                                       |
| Ministerio de Educación, Deporte y Cultura                      | Casa de la Cultura Ecuatoriana                                                                      |                                                                                       |
| Ministerio de Educación, Deporte y Cultura                      | Instituto de Fomento a la Creatividad e Innovación                                                  |                                                                                       |
| Ministerio de Educación, Deporte y Cultura                      | Instituto de Cine y Creación Audiovisual (ICCA)                                                     |                                                                                       |
| Ministerio de Educación, Deporte y Cultura                      | Instituto Nacional de Estadística y Censos                                                          |                                                                                       |
| Ministerio de Educación, Deporte y Cultura                      | Consejo de Educación Superior                                                                       | Universidades y Escuelas Politécnicas Públicas                                        |
| Ministerio de Educación, Deporte y Cultura                      | Consejo de Educación Superior                                                                       | Instituto de Altos Estudios Nacionales                                                |
| Ministerio de Educación, Deporte y Cultura                      | Consejo de Educación Superior                                                                       | Consejo de Aseguramiento de la Calidad de la Educación Superior                       |
| Ministerio de Educación, Deporte y Cultura                      | Consejo de Educación Superior                                                                       | Sistema Nacional de Información de la Educación Superior del Ecuador                  |
| Ministerio de Educación, Deporte y Cultura                      | Servicio Nacional de Derechos Intelectuales (SENADI)                                                |                                                                                       |
| Ministerio de Educación, Deporte y Cultura                      | Ciudad del Conocimiento Yachay                                                                      |                                                                                       |
| Ministerio de Educación, Deporte y Cultura                      | Instituto Nacional de Evaluación Educativa                                                          | Instituciones educativas fiscales                                                     |
| Ministerio de Educación, Deporte y Cultura                      | Secretaría de Educación Intercultural Bilingue y la Etnoeducación                                   |                                                                                       |
| Ministerio de Ambiente y Energía                                | Parque Nacional Galápagos                                                                           | Agencia de Regulación y Control de la Bioseguridad y Cuarentena para Galápagos        |
| Ministerio de Ambiente y Energía                                | Agencia de Regulación y Control del Agua                                                            | Empresa Pública del Agua                                                              |
| Ministerio de Ambiente y Energía                                | Instituto Nacional de Metereólogia e Hidrología                                                     |                                                                                       |
| Ministerio de Ambiente y Energía                                | Instituto Nacional de Biodiversidad                                                                 |                                                                                       |
| Ministerio de Ambiente y Energía                                | Instituto de Investigación Geológico y Energético                                                   |                                                                                       |
| Ministerio de Ambiente y Energía                                | Agencia de Regulación y Control de Hidrocarburos                                                    | Petroecuador                                                                          |
| Ministerio de Ambiente y Energía                                | Agencia de Regulación y Control de Hidrocarburos                                                    | Flota Petrolera Ecuatoriana                                                           |
| Ministerio de Ambiente y Energía                                | Agencia de Regulación y Control Minero                                                              | Empresa Nacional Minera                                                               |
| Ministerio de Ambiente y Energía                                | Agencia de Regulación y Control de Electricidad                                                     | Corporación Centro Nacional de Energía                                                |
| Ministerio de Ambiente y Energía                                | Agencia de Regulación y Control de Electricidad                                                     | Corporación Eléctrica del Ecuador                                                     |
| Ministerio de Ambiente y Energía                                | Agencia de Regulación y Control de Electricidad                                                     | Corporación Nacional de Electricidad                                                  |
| Ministerio de Gobierno                                          | Gobernaciones Provinciales                                                                          | Jefaturas Políticas Cantonales                                                        |
| Ministerio de Gobierno                                          | Gobernaciones Provinciales                                                                          | Tenientes Políticos de Parroquias Rurales                                             |
| Ministerio de Gobierno                                          | Gobernaciones Provinciales                                                                          | Intendencias de Policía Provinciales                                                  |
| Ministerio de Gobierno                                          | Secretaría Técnica de la Circunscripción Territorial Especial Amazónica                             |                                                                                       |
| Ministerio del Interior                                         | Comandancia General de la Policía Nacional                                                          | Instituto de Seguridad Social de la Policía Nacional                                  |
| Ministerio del Interior                                         | Servicio de Atención Integral a Personas Adultas Privadas de la Libertad y Adolescentes Infractores |                                                                                       |
| Ministerio del Interior                                         | Servicio Integrado de Seguridad ECU 911                                                             |                                                                                       |
| Ministerio del Interior                                         | Servicio Nacional de Medicina Legal y Ciencias Forenses                                             |                                                                                       |
| Ministerio de Desarrollo Humano                                 | Corporación Nacional de Finanzas Populares y Solidarias                                             | Corporación Nacional de Finanzas Populares y Solidarias                               |
| Ministerio de Desarrollo Humano                                 | Unidad del Registro Social                                                                          |                                                                                       |
| Ministerio de Producción, Comercio Exterior e Inversiones       | Servicio Ecuatoriano de Normalización (INEN)                                                        | Servicio Ecuatoriano de Normalización (INEN)                                          |
| Ministerio de Producción, Comercio Exterior e Inversiones       | Servicio de Acreditación Ecuatoriano                                                                |                                                                                       |
| Ministerio de Producción, Comercio Exterior e Inversiones       | Instituto de Promoción del Ecuador PROECUADOR                                                       |                                                                                       |
| Ministerio de Relaciones Exteriores y Movilidad Humana          | Embajadas (Lista)                                                                                   | Consulados Generales                                                                  |
| Ministerio de Relaciones Exteriores y Movilidad Humana          | Embajadas (Lista)                                                                                   | Misiones Permanentes ante Organismos Internacionales                                  |
| Ministerio de Relaciones Exteriores y Movilidad Humana          | Embajadas (Lista)                                                                                   | Embajadores para China (Lista)                                                        |
| Ministerio de Relaciones Exteriores y Movilidad Humana          | Embajadas (Lista)                                                                                   | Embajadores para Alemania (Lista)                                                     |
| Ministerio de Relaciones Exteriores y Movilidad Humana          | Embajadas (Lista)                                                                                   | Embajadores para la Santa Sede (Lista)                                                |
| Ministerio de Relaciones Exteriores y Movilidad Humana          | Academia Diplomática del Ecuador Galo Plaza Lasso                                                   |                                                                                       |
| Ministerio de Salud Pública                                     | Agencia de Aseguramiento de la Calidad de los Servicios de Salud y Medicina Prepagada               | Agencia de Aseguramiento de la Calidad de los Servicios de Salud y Medicina Prepagada |
| Ministerio de Salud Pública                                     | Agencia Nacional de Regulación, Control y Vigilancia Sanitaria                                      |                                                                                       |
| Ministerio de Salud Pública                                     | Instituto Nacional de Donación y Trasplante de Órganos, Tejidos y Células                           |                                                                                       |
| Ministerio de Salud Pública                                     | Instituto Nacional de Investigación en Salud Pública Leopoldo Izquieta Pérez                        |                                                                                       |
| Ministerio de Telecomunicaciones y Sociedad de la Información   | Agencia de Regulación y Control de las Telecomunicaciones                                           | Corporación Nacional de Telecomunicaciones                                            |
| Ministerio de Telecomunicaciones y Sociedad de la Información   | Dirección Nacional de Registro de Datos Públicos                                                    |                                                                                       |
| Ministerio de Telecomunicaciones y Sociedad de la Información   | Dirección Nacional de Registro Civil, Identificación y Cedulación                                   |                                                                                       |
| Ministerio de Telecomunicaciones y Sociedad de la Información   | Correos del Ecuador                                                                                 |                                                                                       |
| Ministerio de Telecomunicaciones y Sociedad de la Información   | Servicios Postales del Ecuador                                                                      |                                                                                       |
| Ministerio de Trabajo                                           | Servicio Ecuatoriano de Capacitación Profesional                                                    | Servicio Ecuatoriano de Capacitación Profesional                                      |
| Ministerio de Infraestructura y Transporte                      | Agencia Nacional de Tránsito                                                                        | Comisión de Tránsito del Ecuador                                                      |
| Ministerio de Infraestructura y Transporte                      | Dirección General de Aviación Civil                                                                 |                                                                                       |
| Ministerio de Infraestructura y Transporte                      | Autoridad Portuaria de Esmeraldas                                                                   |                                                                                       |
| Ministerio de Infraestructura y Transporte                      | Autoridad Portuaria Puerto Bolívar                                                                  |                                                                                       |
| Ministerio de Infraestructura y Transporte                      | Autoridad Portuaria de Manta                                                                        |                                                                                       |
| Ministerio de Infraestructura y Transporte                      | Autoridad Portuaria de Guayaquil                                                                    |                                                                                       |
| Ministerio de Infraestructura y Transporte                      | Superintendencia del Terminal Petrolero de La Libertad                                              |                                                                                       |
| Ministerio de Infraestructura y Transporte                      | Empresa Pública de Vivienda y Desarrollo Urbano                                                     |                                                                                       |
| Secretaría General de la Administración Pública y Planificación | Consejo Nacional de Competencias                                                                    | Consejo Nacional de Competencias                                                      |
| Secretaría General de la Administración Pública y Planificación | Secretaría Técnica de Gestión Inmobiliaria del Sector Público                                       |                                                                                       |
| Secretaría General de la Administración Pública y Planificación | Servicio Nacional de Contratación Pública                                                           |                                                                                       |
| Secretaría General de la Administración Pública y Planificación | Unidad de Análisis Financiero y Económico                                                           |                                                                                       |
| Secretaría General de Comunicación de la Presidencia            | Consejo de Regulación, Desarrollo y Promoción de la Información y Comunicación                      | Consejo de Regulación, Desarrollo y Promoción de la Información y Comunicación        |
| Secretaría General de Comunicación de la Presidencia            | Medios Públicos de Comunicación del Ecuador                                                         |                                                                                       |
| Secretaría General Administrativa de la Presidencia             | Casa Militar Presidencial                                                                           | Casa Militar Presidencial                                                             |
| Instituto Ecuatoriano de Seguridad Social                       | Banco del Instituto Ecuatoriano de Seguridad Social                                                 | Banco del Instituto Ecuatoriano de Seguridad Social                                   |
| Instituto Ecuatoriano de Seguridad Social                       | Hospitales y Centros de Salud Públicos                                                              |                                                                                       |

Fuente:

### Gobernadores Provinciales
| Provincia                      | Gobernador                                   | Titulares |
| ------------------------------ | -------------------------------------------- | --------- |
| Azuay                          | Xavier Eduardo Bermúdez López                | Lista     |
| Bolívar                        | Andrés Sebastián Pozo Meléndez               | Lista     |
| Cañar                          | René Patricio Sarmiento Sarmiento            | Lista     |
| Carchi                         | Diana Cecilia Pozo Montenegro (e)            | Lista     |
| Chimborazo                     | María José del Pozo Larrea                   | Lista     |
| Cotopaxi                       | Nelson Eduardo Sánchez Figueroa              | Lista     |
| El Oro                         | Jimmy Roberto Blacio Ochoa                   | Lista     |
| Esmeraldas                     | Segundo Juan Jaramillo Paredes               | Lista     |
| Galápagos                      | Tito Fernando Gavilanes Yanes                | Lista     |
| Guayas                         | Humberto Plaza Arguello                      | Lista     |
| Imbabura                       | Leonardo Israel Cabezas González             | Lista     |
| Loja                           | Alexandra Monserrate Jara Minga              | Lista     |
| Los Ríos                       | Edwin Ocampo Vivanco                         | Lista     |
| Manabí                         | Aurora Jaqueline Valle Alcívar               | Lista     |
| Morona Santiago                | Pedro Alejandro Jaramillo Jaramillo          | Lista     |
| Napo                           | Gary Patricio Rivadeneyra Olalla             | Lista     |
| Orellana                       | Alexandra Maricela Villavicencio Quezada (e) | Lista     |
| Pastaza                        | Guido Rolando Ramos Carrasco                 | Lista     |
| Pichincha                      | Sin ejercerse                                | Lista     |
| Santa Elena                    | Xavier Gustavo Negrete Saenz                 | Lista     |
| Santo Domingo de los Tsáchilas | Marco Antonio Quezada Ludeña                 | Lista     |
| Sucumbíos                      | Wuilmer Hernán Mora Vásquez                  | Lista     |
| Tungurahua                     | Daniela Alejandra Llerena Miranda            | Lista     |
| Zamora Chinchipe               | Ivonne Margaret Panchi Rodríguez             | Lista     |

## Carteras de Estado inactivas
| Institución                                                        | Último titular                   | Supresión | Cartera actual         | Función actual | Titulares |
| ------------------------------------------------------------------ | -------------------------------- | --------- | ---------------------- | -------------- | --------- |
| Secretaría Privada de la Presidencia                               | Jorge Troya Fuertes              | 2008      | Administración Pública | Subsecretaría  | Lista     |
| Ministros sin cartera                                              | Juan Fernando Flores Arroyo      | 2023      | Suprimido              | Suprimido      | Lista     |
| Ministerio de Cultura y Patrimonio                                 | Romina Muñoz Procel              | 2025      | Educación              | Viceministerio | Lista     |
| Ministerio del Deporte                                             | José David Jiménez Vásquez       | 2025      | Educación              | Viceministerio | Lista     |
| Ministerio del Ambiente, Agua y Transición Ecológica               | María Luisa Cruz Riofrío         | 2025      | Energía                | Viceministerio | Lista     |
| Ministerio de Turismo                                              | Mateo Estrella Durán             | 2025      | Producción             | Subsecretaría  | Lista     |
| Secretaría Nacional de Planificación                               | Diana Paulina Ramírez Villacis   | 2025      | Administración Pública | Subsecretaría  | Lista     |
| Cartera de Desarrollo Social                                       | María de Lourdes Muñoz Astudillo | 2025      | Desarrollo Humano      | Subsecretaría  | Lista     |
| Secretaría de Educación Superior, Ciencia, Tecnología e Innovación | César Augusto Vásquez Moncayo    | 2025      | Educación              | Viceministerio | Lista     |
| Ministerio de Desarrollo Urbano y Vivienda                         | Iván José Giler Intriago (e)     | 2025      | Infraestructura        | Viceministerio | Lista     |
| Ministerio de la Mujer y Derechos Humanos                          | Arianna Tanca Macchiavello       | 2025      | Gobierno               | Subsecretaría  | Lista     |
| Cartera de Inversiones                                             | Byron Walther Franco Tutiven     | 2025      | Infraestructura        | Subsecretaría  | Lista     |

## Gabinetes Ministeriales Históricos
| Gabinete Presidencial            | Inicio | Fin            | Partidos representados                    | Tipo de Gobierno                     |
| -------------------------------- | ------ | -------------- | ----------------------------------------- | ------------------------------------ |
| 1° Juan José Flores              | 1830   | 1834           | Independientes de ideología conservadora  | De facto / Constitucional            |
| Vicente Rocafuerte               | 1834   | 1839           | Independientes de ideología liberal       | De facto / Constitucional            |
| 2° Juan José Flores              | 1839   | 1845           | Independientes de ideología conservadora  | Constitucional                       |
| Gobierno Provisorio              | 1845   | 1845           | Independientes de ideología liberal       | De facto                             |
| Vicente Ramón Roca               | 1845   | 1849           | Independientes de ideología liberal       | Constitucional                       |
| 1° Manuel de Ascázubi            | 1849   | 1850           | Independientes de ideología conservadora  | Subrogación Constitucional           |
| Diego Noboa                      | 1850   | 1851           | Independientes de ideología conservadora  | De facto / Constitucional            |
| José María Urbina                | 1851   | 1856           | Independientes de ideología liberal       | De facto / Constitucional            |
| Francisco Robles                 | 1856   | 1859           | Independientes de ideología liberal       | Constitucional                       |
| 1° Gabriel García Moreno         | 1859   | 1865           | Independientes de ideología conservadora  | De facto / Constitucional            |
| Jerónimo Carrión                 | 1865   | 1867           | Independientes de ideología liberal       | Constitucional                       |
| Jerónimo Carrión                 | 1865   | 1867           | Independientes de ideología conservadora  | Constitucional                       |
| Pedro José de Arteta             | 1867   | 1868           | Independientes de ideología conservadora  | Subrogación Constitucional           |
| Javier Espinosa                  | 1868   | 1869           | Independientes de ideología liberal       | Constitucional                       |
| Javier Espinosa                  | 1868   | 1869           | Independientes de ideología conservadora  | Constitucional                       |
| 2° Gabriel García Moreno         | 1869   | 1869           | Partido Conservador Ecuatoriano           | De facto                             |
| 2° Manuel de Ascázubi            | 1869   | 1869           | Partido Conservador Ecuatoriano           | Subrogación Constitucional           |
| 3° Gabriel García Moreno         | 1869   | 1875           | Partido Conservador Ecuatoriano           | Constitucional                       |
| Francisco Javier León            | 1875   | 1875           | Partido Conservador Ecuatoriano           | Subrogación Constitucional           |
| José Javier Eguiguren            | 1875   | 1875           | Partido Conservador Ecuatoriano           | Subrogación Constitucional           |
| Antonio Borrero                  | 1875   | 1876           | Independientes de ideología liberal       | Constitucional                       |
| Ignacio de Veintemilla           | 1876   | 1883           | Independientes de ideología liberal       | De facto / Constitucional / De facto |
| Supremo Gobierno Provisional     | 1883   | 1883           | Partido Conservador Ecuatoriano           | De facto                             |
| José María Plácido Caamaño       | 1883   | 1888           | Partido Conservador Ecuatoriano           | Constitucional                       |
| José María Plácido Caamaño       | 1883   | 1888           | Partido Unión Republicana                 | Constitucional                       |
| Antonio Flores Jijón             | 1888   | 1892           | Partido Unión Republicana                 | Constitucional                       |
| Antonio Flores Jijón             | 1888   | 1892           | Partido Conservador Ecuatoriano           | Constitucional                       |
| Antonio Flores Jijón             | 1888   | 1892           | Independientes de ideología liberal       | Constitucional                       |
| Luis Cordero Crespo              | 1892   | 1895           | Partido Unión Republicana                 | Constitucional                       |
| Luis Cordero Crespo              | 1892   | 1895           | Partido Conservador Ecuatoriano           | Constitucional                       |
| Luis Cordero Crespo              | 1892   | 1895           | Independientes de ideología liberal       | Constitucional                       |
| Vicente Lucio Salazar            | 1895   | 1895           | Partido Conservador Ecuatoriano           | Subrogación Constitucional           |
| Vicente Lucio Salazar            | 1895   | 1895           | Independientes de ideología liberal       | Subrogación Constitucional           |
| 1° Eloy Alfaro                   | 1895   | 1901           | Partido Liberal del Ecuador               | De facto / Constitucional            |
| 1° Leónidas Plaza                | 1901   | 1905           | Partido Liberal del Ecuador               | Constitucional                       |
| Lizardo García                   | 1905   | 1906           | Partido Liberal del Ecuador               | Constitucional                       |
| 2° Eloy Alfaro                   | 1906   | 1911           | Partido Liberal del Ecuador               | De facto / Constitucional            |
| 1° Carlos Freile Zaldumbide      | 1911   | 1911           | Partido Liberal del Ecuador               | Subrogación Constitucional           |
| Emilio Estrada                   | 1911   | 1911           | Partido Liberal del Ecuador               | Constitucional                       |
| 2° Carlos Freile Zaldumbide      | 1911   | 1912           | Partido Liberal del Ecuador               | Subrogación Constitucional           |
| Francisco Andrade Marín          | 1912   | 1912           | Partido Liberal del Ecuador               | Subrogación Constitucional           |
| 1° Alfredo Baquerizo Moreno      | 1912   | 1912           | Partido Liberal del Ecuador               | Subrogación Constitucional           |
| 2° Leónidas Plaza                | 1912   | 1916           | Partido Liberal del Ecuador               | Constitucional                       |
| 2° Alfredo Baquerizo Moreno      | 1916   | 1920           | Partido Liberal del Ecuador               | Constitucional                       |
| José Luis Tamayo                 | 1920   | 1924           | Partido Liberal del Ecuador               | Constitucional                       |
| Gonzalo Córdova                  | 1924   | 1925           | Partido Liberal del Ecuador               | Constitucional                       |
| Gonzalo Córdova                  | 1924   | 1925           | Independientes                            | Constitucional                       |
| Junta de Gobierno Provisional    | 1925   | 1926           | Independientes                            | De facto                             |
| Isidro Ayora                     | 1926   | 1931           | Independientes                            | De facto / Constitucional            |
| Isidro Ayora                     | 1926   | 1931           | Partido Liberal Radical Ecuatoriano       | De facto / Constitucional            |
| Luis Larrea Alba                 | 1931   | 1931           | Partido Liberal Radical Ecuatoriano       | Subrogación Constitucional           |
| Luis Larrea Alba                 | 1931   | 1931           | Partido Socialista Ecuatoriano            | Subrogación Constitucional           |
| 3° Alfredo Baquerizo Moreno      | 1931   | 1932           | Partido Liberal Radical Ecuatoriano       | Subrogación Constitucional           |
| Carlos Freile Larrea             | 1932   | 1932           | Partido Liberal Radical Ecuatoriano       | Subrogación Constitucional           |
| Carlos Freile Larrea             | 1932   | 1932           | Partido Socialista Ecuatoriano            | Subrogación Constitucional           |
| Alberto Guerrero Martínez        | 1932   | 1932           | Partido Liberal Radical Ecuatoriano       | Subrogación Constitucional           |
| Alberto Guerrero Martínez        | 1932   | 1932           | Partido Socialista Ecuatoriano            | Subrogación Constitucional           |
| Juan de Dios Martínez            | 1932   | 1934           | Partido Liberal Radical Ecuatoriano       | Constitucional                       |
| Abelardo Montalvo                | 1934   | 1934           | Partido Liberal Radical Ecuatoriano       | Subrogación Constitucional           |
| Abelardo Montalvo                | 1934   | 1934           | Independientes                            | Subrogación Constitucional           |
| 1° José María Velasco Ibarra     | 1934   | 1935           | Independientes                            | Constitucional                       |
| 1° José María Velasco Ibarra     | 1934   | 1935           | Partido Conservador Ecuatoriano           | Constitucional                       |
| Antonio Pons                     | 1935   | 1935           | Partido Liberal Radical Ecuatoriano       | Subrogación Constitucional           |
| Antonio Pons                     | 1935   | 1935           | Partido Socialista Ecuatoriano            | Subrogación Constitucional           |
| Antonio Pons                     | 1935   | 1935           | Partido Conservador Ecuatoriano           | Subrogación Constitucional           |
| Federico Páez                    | 1935   | 1937           | Independientes                            | De facto / Constitucional Interino   |
| Federico Páez                    | 1935   | 1937           | Militar                                   | De facto / Constitucional Interino   |
| Federico Páez                    | 1935   | 1937           | Partido Liberal Radical Ecuatoriano       | De facto / Constitucional Interino   |
| Federico Páez                    | 1935   | 1937           | Partido Socialista Ecuatoriano            | De facto / Constitucional Interino   |
| Federico Páez                    | 1935   | 1937           | Partido Conservador Ecuatoriano           | De facto / Constitucional Interino   |
| Alberto Enríquez Gallo           | 1937   | 1938           | Militar                                   | De facto                             |
| Alberto Enríquez Gallo           | 1937   | 1938           | Partido Socialista Ecuatoriano            | De facto                             |
| Manuel María Borrero             | 1938   | 1938           | Partido Liberal Radical Ecuatoriano       | Constitucional Interino              |
| Manuel María Borrero             | 1938   | 1938           | Independientes                            | Constitucional Interino              |
| Aurelio Mosquera Narváez         | 1938   | 1939           | Partido Liberal Radical Ecuatoriano       | Constitucional                       |
| 1° Carlos Alberto Arroyo del Río | 1939   | 1939           | Partido Liberal Radical Ecuatoriano       | Subrogación Constitucional           |
| Andrés F. Córdova                | 1939   | 1940           | Partido Liberal Radical Ecuatoriano       | Subrogación Constitucional           |
| Julio Enrique Moreno             | 1940   | 1940           | Partido Liberal Radical Ecuatoriano       | Subrogación Constitucional           |
| 2° Carlos Alberto Arroyo del Río | 1940   | 1944           | Partido Liberal Radical Ecuatoriano       | Constitucional                       |
| Alianza Democrática              | 1944   | 1944           | Partido Comunista del Ecuador             | De facto                             |
| Alianza Democrática              | 1944   | 1944           | Partido Conservador Ecuatoriano           | De facto                             |
| Alianza Democrática              | 1944   | 1944           | Partido Liberal Radical Ecuatoriano       | De facto                             |
| Alianza Democrática              | 1944   | 1944           | Partido Socialista Ecuatoriano            | De facto                             |
| Alianza Democrática              | 1944   | 1944           | Unión Popular Republicana                 | De facto                             |
| Alianza Democrática              | 1944   | 1944           | Frente Democrático Ecuatoriano            | De facto                             |
| 2° José María Velasco Ibarra     | 1944   | 1947           | Partido Conservador Ecuatoriano           | De facto / Constitucional            |
| 2° José María Velasco Ibarra     | 1944   | 1947           | Independientes                            | De facto / Constitucional            |
| 2° José María Velasco Ibarra     | 1944   | 1947           | Partido Liberal Radical Ecuatoriano       | De facto / Constitucional            |
| 2° José María Velasco Ibarra     | 1944   | 1947           | Partido Socialista Ecuatoriano            | De facto / Constitucional            |
| 2° José María Velasco Ibarra     | 1944   | 1947           | Partido Comunista del Ecuador             | De facto / Constitucional            |
| 2° José María Velasco Ibarra     | 1944   | 1947           | Unión Popular Republicana                 | De facto / Constitucional            |
| 2° José María Velasco Ibarra     | 1944   | 1947           | Frente Democrático Ecuatoriano            | De facto / Constitucional            |
| Carlos Mancheno                  | 1947   | 1947           | Partido Liberal Radical Ecuatoriano       | De facto                             |
| Carlos Mancheno                  | 1947   | 1947           | Partido Socialista Ecuatoriano            | De facto                             |
| Mariano Suárez Veintimilla       | 1947   | 1947           | Partido Conservador Ecuatoriano           | Subrogación Constitucional           |
| Mariano Suárez Veintimilla       | 1947   | 1947           | Partido Liberal Radical Ecuatoriano       | Subrogación Constitucional           |
| Carlos Julio Arosemena Tola      | 1947   | 1948           | Partido Liberal Radical Ecuatoriano       | Subrogación Constitucional           |
| Carlos Julio Arosemena Tola      | 1947   | 1948           | Partido Socialista Ecuatoriano            | Subrogación Constitucional           |
| Carlos Julio Arosemena Tola      | 1947   | 1948           | Partido Conservador Ecuatoriano           | Subrogación Constitucional           |
| Galo Plaza                       | 1948   | 1952           | Independientes                            | Constitucional                       |
| Galo Plaza                       | 1948   | 1952           | Partido Socialista Ecuatoriano            | Constitucional                       |
| Galo Plaza                       | 1948   | 1952           | Partido Liberal Radical Ecuatoriano       | Constitucional                       |
| 3° José María Velasco Ibarra     | 1952   | 1956           | Federación Nacional Velasquista           | Constitucional                       |
| 3° José María Velasco Ibarra     | 1952   | 1956           | Partido Conservador Ecuatoriano           | Constitucional                       |
| 3° José María Velasco Ibarra     | 1952   | 1956           | Partido Liberal Radical Ecuatoriano       | Constitucional                       |
| Camilo Ponce Enríquez            | 1956   | 1960           | Movimiento Social Cristiano               | Constitucional                       |
| Camilo Ponce Enríquez            | 1956   | 1960           | Partido Conservador Ecuatoriano           | Constitucional                       |
| Camilo Ponce Enríquez            | 1956   | 1960           | Partido Liberal Radical Ecuatoriano       | Constitucional                       |
| 4° José María Velasco Ibarra     | 1960   | 1961           | Federación Nacional Velasquista           | Constitucional                       |
| 4° José María Velasco Ibarra     | 1960   | 1961           | Partido Conservador Ecuatoriano           | Constitucional                       |
| Carlos Julio Arosemena Monroy    | 1961   | 1963           | Partido Socialista Ecuatoriano            | Subrogación Constitucional           |
| Carlos Julio Arosemena Monroy    | 1961   | 1963           | Partido Liberal Radical Ecuatoriano       | Subrogación Constitucional           |
| Carlos Julio Arosemena Monroy    | 1961   | 1963           | Partido Conservador Ecuatoriano           | Subrogación Constitucional           |
| Carlos Julio Arosemena Monroy    | 1961   | 1963           | Independientes                            | Subrogación Constitucional           |
| Junta Militar de Gobierno        | 1963   | 1966           | Militar                                   | De facto                             |
| Junta Militar de Gobierno        | 1963   | 1966           | Independientes                            | De facto                             |
| Clemente Yerovi                  | 1966   | 1966           | Independientes                            | De facto                             |
| Clemente Yerovi                  | 1966   | 1966           | Partido Social Cristiano                  | De facto                             |
| Clemente Yerovi                  | 1966   | 1966           | Partido Liberal Radical Ecuatoriano       | De facto                             |
| Clemente Yerovi                  | 1966   | 1966           | Partido Conservador Ecuatoriano           | De facto                             |
| Clemente Yerovi                  | 1966   | 1966           | Partido Socialista Ecuatoriano            | De facto                             |
| Otto Arosemena                   | 1966   | 1968           | Coalición Institucionalista Democrática   | Constitucional Interino              |
| Otto Arosemena                   | 1966   | 1968           | Partido Socialista Ecuatoriano            | Constitucional Interino              |
| Otto Arosemena                   | 1966   | 1968           | Partido Social Cristiano                  | Constitucional Interino              |
| Otto Arosemena                   | 1966   | 1968           | Partido Liberal Radical Ecuatoriano       | Constitucional Interino              |
| Otto Arosemena                   | 1966   | 1968           | Partido Conservador Ecuatoriano           | Constitucional Interino              |
| 5° José María Velasco Ibarra     | 1968   | 1972           | Federación Nacional Velasquista           | Constitucional / De facto            |
| 5° José María Velasco Ibarra     | 1968   | 1972           | Partido Socialista Ecuatoriano            | Constitucional / De facto            |
| 5° José María Velasco Ibarra     | 1968   | 1972           | Partido Nacionalista Revolucionario       | Constitucional / De facto            |
| 5° José María Velasco Ibarra     | 1968   | 1972           | Concentración de Fuerzas Populares        | Constitucional / De facto            |
| Guillermo Rodríguez Lara         | 1972   | 1976           | Militar                                   | De facto                             |
| Consejo Supremo de Gobierno      | 1976   | 1979           | Militar                                   | De facto                             |
| Jaime Roldós                     | 1979   | 1981           | Concentración de Fuerzas Populares        | Constitucional                       |
| Jaime Roldós                     | 1979   | 1981           | Democracia Popular                        | Constitucional                       |
| Osvaldo Hurtado                  | 1981   | 1984           | Democracia Popular                        | Subrogación Constitucional           |
| León Febres Cordero              | 1984   | 1988           | Partido Social Cristiano                  | Constitucional                       |
| León Febres Cordero              | 1984   | 1988           | Partido Liberal Radical Ecuatoriano       | Constitucional                       |
| León Febres Cordero              | 1984   | 1988           | Partido Conservador Ecuatoriano           | Constitucional                       |
| Rodrigo Borja                    | 1988   | 1992           | Izquierda Democrática                     | Constitucional                       |
| Sixto Durán Ballén               | 1992   | 1996           | Partido Unidad Republicana                | Constitucional                       |
| Sixto Durán Ballén               | 1992   | 1996           | Partido Conservador Ecuatoriano           | Constitucional                       |
| Abdalá Bucaram                   | 1996   | 1997           | Partido Roldosista Ecuatoriano            | Constitucional                       |
| Abdalá Bucaram                   | 1996   | 1997           | Acción Popular Revolucionaria Ecuatoriana | Constitucional                       |
| Abdalá Bucaram                   | 1996   | 1997           | Movimiento MIRA                           | Constitucional                       |
| Rosalía Arteaga                  | 1997   | 1997           | Independientes                            | Subrogación Constitucional           |
| Fabián Alarcón                   | 1997   | 1998           | Frente Radical Alfarista                  | Constitucional Interino              |
| Fabián Alarcón                   | 1997   | 1998           | Partido Social Cristiano                  | Constitucional Interino              |
| Fabián Alarcón                   | 1997   | 1998           | Izquierda Democrática                     | Constitucional Interino              |
| Jamil Mahuad                     | 1998   | 2000           | Democracia Popular                        | Constitucional                       |
| Gustavo Noboa                    | 2000   | 2003           | Independientes                            | Subrogación Constitucional           |
| Lucio Gutiérrez                  | 2003   | 2005           | Partido Sociedad Patriótica               | Constitucional                       |
| Lucio Gutiérrez                  | 2003   | 2005           | Pachakutik                                | Constitucional                       |
| Lucio Gutiérrez                  | 2003   | 2005           | Movimiento Popular Democrático            | Constitucional                       |
| Lucio Gutiérrez                  | 2003   | 2005           | Partido Roldosista Ecuatoriano            | Constitucional                       |
| Alfredo Palacio                  | 2005   | 2007           | Independientes                            | Subrogación Constitucional           |
| Rafael Correa                    | 2007   | 2017           | Alianza PAIS                              | Constitucional                       |
| Rafael Correa                    | 2007   | 2017           | Partido Socialista-Frente Amplio          | Constitucional                       |
| Lenín Moreno                     | 2017   | 2021           | Alianza PAIS                              | Constitucional                       |
| Lenín Moreno                     | 2017   | 2021           | Ruptura 25                                | Constitucional                       |
| Lenín Moreno                     | 2017   | 2021           | Centro Democrático                        | Constitucional                       |
| Lenín Moreno                     | 2017   | 2021           | Partido Socialista Ecuatoriano            | Constitucional                       |
| Guillermo Lasso                  | 2021   | 2023           | Movimiento CREO                           | Constitucional                       |
| Guillermo Lasso                  | 2021   | 2023           | Independientes                            | Constitucional                       |
| Daniel Noboa                     | 2023   |                | Acción Democrática Nacional               | Constitucional                       |
| Daniel Noboa                     | 2023   | Independientes |                                           | Constitucional                       |